# Kayla McBride
Kayla Renae McBride (Erie, Pennsylvania, 25 juni 1992) is een Amerikaanse professionele basketbalspeelster voor de Minnesota Lynx van de Women's National Basketball Association (WNBA). Ze werd als derde gekozen door San Antonio Stars in het WNBA-draft van 2014. McBride heeft de WNBA Rookie of the Year Award (2014). Ze is ook geselecteerd voor drie WNBA All-Star-teams.